# Police Unicode
Une police Unicode est une police de caractères numérique permettant d’utiliser des caractères repris dans la norme Unicode et utilisé pour écrire plusieurs langues. Plusieurs de celles-ci peuvent être utilisées pour plusieurs systèmes d’écriture sans changer de police et contiennent en général des symboles typographiques additionnels. Elles peuvent contenir des milliers de caractères et on les distingue des polices numériques limitées à 256 caractères non Unicode ou aux polices est-asiatiques non Unicode.